# Amanita crocea
Amanita crocea (Quél.) Singer, 1951 è un basidiomicete della famiglia delle Amanitaceae di qualità molto pregiata, anche se non molto conosciuta.
Non sono tuttavia infrequenti gli avvelenamenti provocati da questa specie, a causa della somiglianza con l'Amanita caesarea: quest'ultima infatti spesso viene consumata cruda mentre l'A. crocea è commestibile solo previa cottura.

## Etimologia
Il nome deriva dal latino croceus, colore zafferano, per via del colore arancione del suo cappello.

## Descrizione della specie

### Cappello
Il cappello è convesso o campanulato, poi spianato, con il margine involuto e ampio umbone; colore giallo-arancione chiaro o albicocca al centro, con striature chiare al margine; 3-10 cm di diametro.

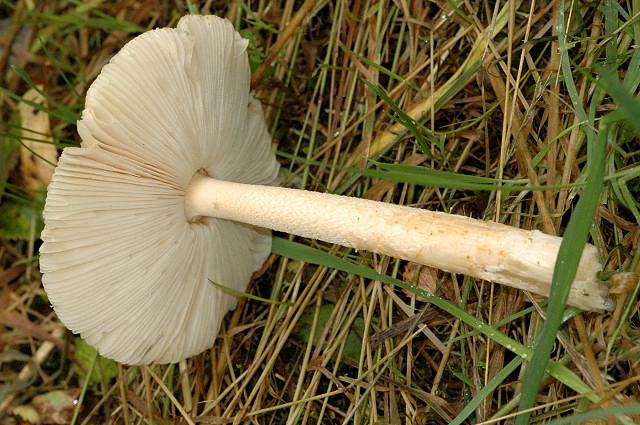
In evidenza le lamelle

### Lamelle
Le lamelle  sono bianche o crema, ventricose, annesse o libere.

### Gambo
Il gambo e slanciato, attenuato verso l'apice, ricoperto da squame cotonose concolore al cappello, esclusa la parte superiore; privo di anello.

### Carne
La carne è sottile e tenera, bianca, spesso arancione chiaro sotto la cuticola del cappello.
- Odore:  tenue, comunque gradevole, come di "uova sode"; un po' spermatico quando inizia a deperirsi.
- Sapore: dolciastro, di nocciole.

### Spore
Le spore sono tondeggianti o subglobose, non amiloidi, bianche in massa.

## Distribuzione e habitat
L'Amanita crocea cresce in estate-autunno, nei boschi di conifere e latifoglie.
Spesso è presente nei prati, tuttavia sempre nelle vicinanze di zone boschive.

## Commestibilità
Ottima, con cautela.

Attenzionevelenoso da crudo.  Si consiglia di eliminare l'acqua di cottura. Cuocere per almeno 20 minuti dall'ebollizione.

## Tassonomia

### Sinonimi e binomi obsoleti
- Amanita vaginata var. crocea Quél., in Bourdot, Rev. Sci. Bourb. Centr. Fr. 11(123): 52 (1898) [1899]
- Amanitopsis crocea (Quél.) E.-J. Gilbert, Bull. trimest. Soc. mycol. Fr. 44(2): 161 (1928)

### Specie simili
- Amanita caesarea (commestibile anche da crudo), da cui però si distingue facilmente per il colore del cappello di un arancione più sbiadito, per il gambo bianco e squamato anziché giallo e privo di squamatura, per le lamelle bianche o crema anziché gialle e per l'assenza di anello.

- Amanita fulva (edule con cautela), che però possiede un gambo molto più slanciato.

- Amanita muscaria var. formosa (velenoso), per il colore del cappello, da cui l'Amanita crocea tuttavia si distingue per la mancanza dell'anello e delle verruche.